# Anomalotoechus tenuis
Anomalotoechus tenuis är en mossdjursart som beskrevs av Ernst 2008. Anomalotoechus tenuis ingår i släktet Anomalotoechus och familjen Atactotoechidae. Inga underarter finns listade i Catalogue of Life.